# A floridai férfi
A floridai férfi (eredeti cím: Florida Man) 2023-as amerikai bűnügyi sorozat, amelyet Donald Todd alkotott. A főbb szerepekben Édgar Ramírez, Anthony LaPaglia, Abbey Lee, Otmara Marrero és Lex Scott Davis látható.
Amerikában és Magyarországon 2023. április 13-án mutatta be a Netflix.

## Ismertető
Mike Valentine egy nehéz sorsú volt zsaru, aki kénytelen visszatérni hazájába, Floridába, hogy megtalálja egy philadelphiai maffiózó szökött barátnőjét. Ami egy gyors melónak ígérkezik, az egy spirális utazás lesz eltemetett családi titkokba és egy egyre hiábavalóbb próbálkozásba, hogy helyesen cselekedjen.

## Szereplők

### Főszereplők
| Szereplők                  | Színész          | Magyar hang        |
| -------------------------- | ---------------- | ------------------ |
| Mike Valentine             | Édgar Ramírez    | Schmied Zoltán     |
| Sonny Valentine, Mike apja | Anthony LaPaglia | Csankó Zoltán      |
| Delly West                 | Abbey Lee        | Ruttkay Laura      |
| Patsy, Mike testvére       | Otmara Marrero   | Gáspár Kata        |
| Iris, Mike volt felesége   | Lex Scott Davis  | Bogdányi Titanilla |
| Moss Yankov, Mike főnöke   | Emory Cohen      | Hamvas Dániel      |

### Mellékszereplők
| Szereplők                        | Színész             | Magyar hang      |
| -------------------------------- | ------------------- | ---------------- |
| Ketcher rendőrtiszt              | Clark Gregg         | Dolmány Attila   |
| Kaitlin Fox, híradós műsorvezető | Lauren Buglioli     | Ágoston Katalin  |
| Andy Boone                       | Paul Schneider      | Rajkai Zoltán    |
| Deacon, Patsy férje              | Michael Esper       | Mesterházy Gyula |
| Ray-Ray, egykori rendőr          | Leonard Earl Howze  | Bognár Tamás     |
| Buzz, Sonny munkatársa           | Mark Jeffrey Miller | Bartók László    |

### Magyar változat
- Magyar szöveg: Andorai Péter Krisztián
- Felvevő hangmérnök: Takács György
- Vágó: Gombár Bendegúz
- Gyártásvezető: Farkas Márta
- Szinkronrendező: Kertész Andrea
- Produkciós vezető: Fekete Márk

A szinkront a Direct Dub Studios készítette.

## Epizódok
| Sor. | Év. | Cím                                                                                | Rendező           | Író                         | Premier           |
| ---- | --- | ---------------------------------------------------------------------------------- | ----------------- | --------------------------- | ----------------- |
| 1.   | 1.  | A földkerekség legvalódibb istenverte helye (The Realest Goddamned Place on Earth) | Miguel Arteta     | Donald Todd                 | 2023. április 13. |
| 2.   | 2.  | Üdv a pokolban, Mike! (Welcome to Hell, Mike)                                      | Julian Farino     | Nikki Toscano               | 2023. április 13. |
| 3.   | 3.  | A lánc (The Chain)                                                                 | Julian Farino     | Tom J. Astle                | 2023. április 13. |
| 4.   | 4.  | Még egy nap (One More Day)                                                         | Haifaa al-Mansour | Alvaro Rodriguez            | 2023. április 13. |
| 5.   | 5.  | Csak fel ne ébredj! (Please Don't Wake Up)                                         | Haifaa al-Mansour | Donald Todd                 | 2023. április 13. |
| 6.   | 6.  | Beszéljünk a kukoricáról? (Should We Talk About the Corn?)                         | Clark Gregg       | Rheeqrheeq Chainey          | 2023. április 13. |
| 7.   | 7.  | Meg nem térülő befektetés (Sunk Costs)                                             | Clark Gregg       | Donald Todd és Tom J. Astle | 2023. április 13. |

## A sorozat készítése
2018 júliusában Jason Bateman és Michael Costigan Aggregate Films cége többéves gyártási szerződést kötött a Netflixszel. 2021 áprilisában a Netflix bejelentette, hogy nyolc epizódból álló sorozatot rendelt, amelynek főszereplője Édgar Ramírez, producere pedig az Aggregate Films lesz.
A forgatás 2021. augusztus 10-én kezdődött, és a tervek szerint november 16-án fejeződött volna be. A forgatásra az Wilmingtonban és Carolina Beachen került sor.